# Santi Domenico e Sisto
Santi Domenico e Sisto är en kyrkobyggnad i Rom, helgad åt de heliga Dominicus och Sixtus II. Kyrkan, som uppfördes mellan 1569 och 1636, är belägen vid Largo Angelicum i Rione Monti. Interiören hyser konstverk av bland andra Giovanni Lorenzo Bernini, Antonio Raggi och Giovanni Francesco Romanelli.

## Diakonia
Santi Domenico e Sisto är sedan år 2003 titeldiakonia. Den är vakant sedan år 2016.
Kardinaldiakoner
- Georges Cottier (2003–2014), pro hac vice titulus (2014–2016)